# Bernsteinregal

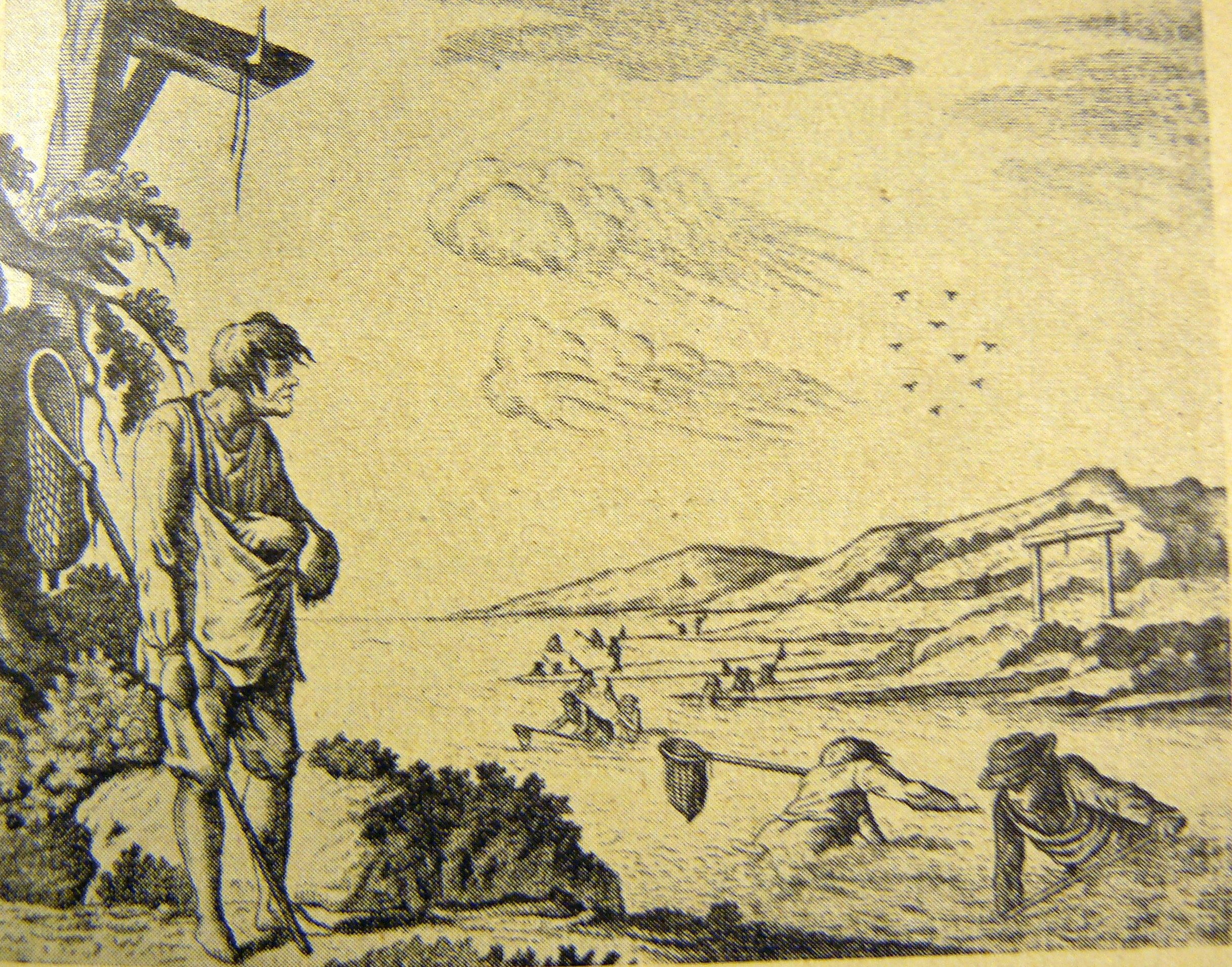
Bernsteinfischer und Galgen an der Bernsteinküste (allegorische Darstellung eines österreichischen Kupferstechers)

Als Bernsteinregal (von „Regal“ im Sinne von Majestätsrecht; lateinisch ius majestaticum) wird das in der Regel hoheitliche Monopol zur wirtschaftlichen Nutzung von Bernstein insbesondere an der Bernsteinküste der Ostsee bezeichnet. Obwohl der Begriff allgemein die Monopolstellung bei der Gewinnung von und dem Handel mit Bernstein umfasst, wird er im engeren Sinne oft für das Regal des Deutschritterordens verwendet.

## Das Bernsteinregal des Deutschritterordens
Die seit dem frühen 13. Jahrhundert nach Territorialherrschaft in Europa strebenden Ritter des Deutschen Ordens okkupierten seit 1330 im Baltikum liegende Gebiete an der Ostseeküste, u. a. auch das Samland, das zum Stammesgebiet der Prußen gehörte, die bereits Bernstein gewannen und mit ihm Handel trieben. Infolge des hohen Wertes, den Bernstein zur damaligen Zeit hatte, sicherten sich die neuen Machthaber ein Regalrecht, das dem westlich der Weichselmündung herrschenden Samboriden-Herzöge im Danziger Pommern ähnelte und von diesen sowie den frühen polnischen Königen (zuletzt Władysław I. Ellenlang bis 1308) seit spätestens Mitte des 13. Jahrhunderts ausgeübt wurde. Es bestand im Kern in der Vergabe von Erlaubnissen zum Sammeln von Bernstein, verbunden mit einem Ankaufsmonopol des Ordens. Die letztgenannte Regelung wird urkundlich erstmals im Jahre 1312 erwähnt (zwei Jahre nach der Annexion Danzigs durch den Orden) und geht auf den 16. Hochmeister des Deutschen Ordens Karl von Trier zurück. Damals waren es die Fischer, die das Recht zum Bernsteinfischen übertragen bekamen, zugleich aber auch verpflichtet wurden, diese Tätigkeit auszuüben und den Bernstein in dazu legitimierten Sammelstellen (verschiedene Klöster) abzuliefern. Im Land Preußen hatte der Deutsche Orden das Bernsteinregal schon 1264 dem 1257 gegründeten Bistum Samland übertragen.

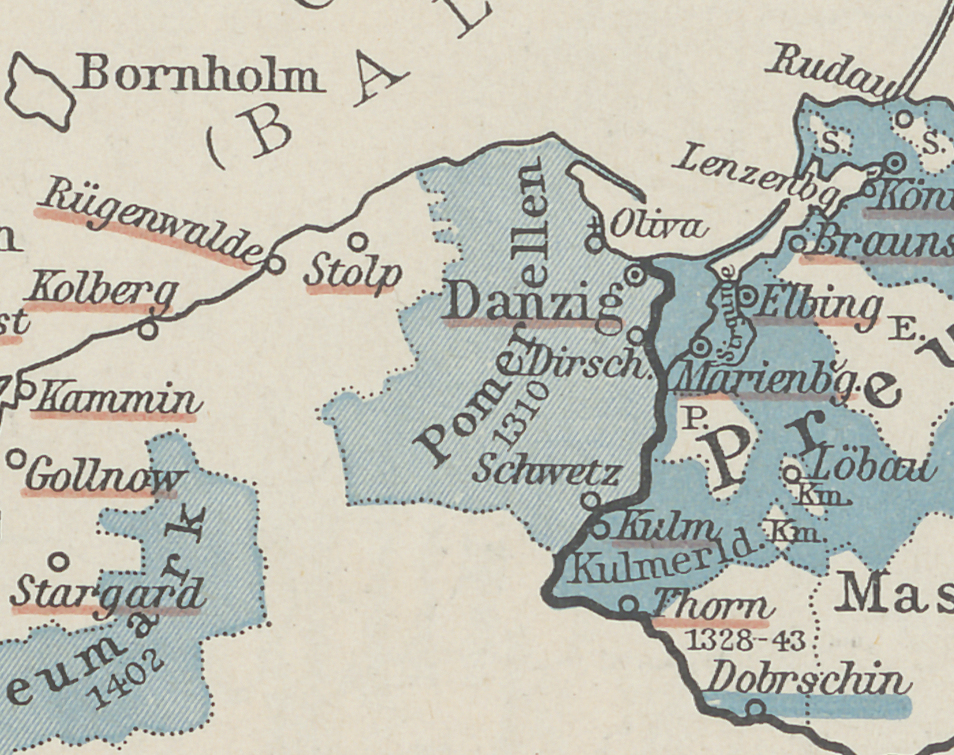
Pommerellen im 14. Jahrhundert als Teil des Deutschordenslandes (deutscher Schulatlas von 1905)

Im Jahre 1342 wurde das Sammelrecht dem Kloster Oliva übertragen. Von hier aus wurde nun das Sammeln von Bernstein an den Stränden überwacht. Die Bevölkerung war verpflichtet, den an den Strand gespülten Bernstein zu sammeln oder ihn aus dem flachen Wasser mit Netzen zu fischen oder zu stechen (d. h., vom Boot aus den zwischen Steinen liegengebliebenen Bernstein mit langen Lanzen zum Aufschwimmen zu bringen und abzufischen). Für den abgelieferten Bernstein wurden die Sammler mit Geld und Salz entlohnt. Die endgültige Durchsetzung des Bernsteinregals in den vom Orden beherrschten Gebieten war aber erst Ende des 14. Jahrhunderts erreicht. Zeitweilig verpachtete der Orden an einigen Küstenabschnitten das Bernsteinregal.
Das Bernsteinregal des Ordens untersagte unter anderem das unbefugte Auflesen von Bernstein am Strand und den Besitz unbearbeiteten Bernsteins (Dekret aus dem Jahre 1394). Zuwiderhandlungen wurden zunächst mit drastischen Geldstrafen, spätestens seit Anfang des 15. Jahrhunderts auch mit der Todesstrafe bedroht. Zeitgenössischen Berichten zufolge wurde das Bernsteinregal aber trotz der strengen Strafandrohung offenbar erfolgreich unterlaufen. Das vom Orden verfügte Verbot der Ansiedlung von Bernsteindrechslern in dem vom Orden beherrschten Gebiet dürfte damit im Zusammenhang stehen, da hiermit die Absatzwege für (illegal) zurückbehaltenen Bernstein ausgetrocknet wurden. Mit Hilfe des polnischen Königs gelang es dann 1480, ein Niederlassungsrecht für Bernsteinhandwerker in Danzig zu bewirken. Im Gegenzuge erreichte der Orden in einem im Jahre 1483 geschlossenen Vertrag, dass den in Danzig ansässigen Handwerkern die Verpflichtung auferlegt wurde, ihren Rohbernstein ausschließlich vom Orden zu beziehen.
In verschiedenen Orten amtierten Ordensbrüder als sogenannte Bernsteinherren. Diese führten mit ihren Strandreitern und Kammerknechten die Aufsicht über die Einhaltung des Regals. Am Sitz der Bernsteinherren wurde der den Bernsteinfischern abgekaufte Bernstein auch gesammelt, sortiert und von dort weiter nach Königsberg verbracht. Die Oberaufsicht über die Bernsteinherren führte bis zum Ende des 16. Jahrhunderts der in der Burg Lochstädt residierende Bernsteinmeister.

## Entwicklung des Bernsteinregals seit Beginn des 16. Jahrhunderts
Zu Beginn des 16. Jahrhunderts wurde ein recht erheblicher Teil des gesamten baltischen Bernsteinaufkommens von hauptsächlich in Brügge und Lübeck ansässigen und in Zünften zusammengeschlossenen Paternostermachern für die Herstellung von Rosenkränzen verwendet. Mit der Reformation Martin Luthers ging das Handelsvolumen mit Rosenkränzen jedoch deutlich zurück. Wohl nicht zuletzt aus diesem Grunde gab der Orden sein Handelsmonopol in der ersten Hälfte des 16. Jahrhunderts an Danziger Kaufleute ab. Im Jahre 1533 schloss der einstige Hochmeister des Ordens und nunmehrige Herzog Albrecht von Preußen mit dem Danziger Kaufmann Paul Koehn, genannt Jaski, ein Pachtverhältnis „auf ewige Zeiten“, das dann aber im Jahre 1642 vom Großen Kurfürsten gelöst wurde. Das nunmehr in der Hand des Staates liegende Regal wurde ohne große Veränderungen bis 1811 ausgeübt und dann, aufgrund sinkender Einnahmen, erneut an Kaufleute verpachtet. Bereits 1837 traten die Küstengemeinden des Samlandes in dieses Recht ein, was dereinst von der Bevölkerung als große Erleichterung aufgenommen wurde und vielen Küstenbewohnern zu bescheidenem Wohlstand verholfen hat.
Auch nach dem Rückzug des Ordens war die Nutzung von Bernstein ein Monopol der jeweiligen Rechteinhaber, meist Kaufleute oder Landesherren, wenngleich das Recht  des Landesherrn an dem an den Strand geworfenen Bernstein bereits um 1660 von dem Königsberger Tribunalrat Daniel von Wegnern, der die vom Bernsteingericht gefällten Urteile zu prüfen hatte, in Frage gestellt wurde. Aufgrund anhaltender Absatzprobleme seit der Reformation wechselten die Pächter des Öfteren. Kurfürst Friedrich III. (später als Friedrich I. König von Preußen) verpachtete gegen Ende des 17. Jahrhunderts das Bernsteinregal an die Bernsteindreherzünfte u. a. von Danzig, Lübeck und Königsberg, die aber bis 1705 alle ihre Beteiligungen wieder zurückgegeben hatten. Von diesem Zeitpunkt an wurde der Bernstein auf Auktionen versteigert. Aufgrund der Wiederentdeckung des Bernsteins als Mode- und Luxusartikel stieg der Preis im ersten Viertel des 18. Jahrhunderts wieder kräftig an. In die Regierungszeit Friedrich I. König von Preußen fiel auch ein Dekret aus dem Jahre 1718, nach dem die Bezahlung des Bernsteins mit Salz einzustellen und durch festgesetzte Geldzahlungen zu ersetzen war.
Im Jahre 1617 wurde unter Kurfürst Johann Sigismund ein spezielles Bernsteinstrafgesetz erlassen, in dem ebenfalls Leib- und Todesstrafen für Zuwiderhandlungen angedroht wurden. Im 18. Jahrhundert wurde der sogenannten „Strandeid“ eingeführt, der von allen erwachsenen Männern im Küstengebiet und von anderen Personen, die berechtigt waren, den Strand zu betreten, abgelegt werden musste. Die den Eid ablegenden Personen verpflichteten sich, keinen Bernstein zu entwenden und Personen zu denunzieren, die unrechtmäßig Bernstein besaßen. Der Denunziant hatte nach einer Verordnung aus dem Jahre 1801 sogar Anspruch die Hälfte des Wertes des beschlagnahmten Bernsteins. Dass auch im 18. Jahrhundert noch strenge Regeln bestanden, veranschaulichen die folgenden Auszüge aus dem 5. und 8. Abschnitt eines 16 Abschnitte umfassenden Dekrets aus dieser Zeit:

„… Kein Börnstein-Schöpfer oder Strand-Bauer darf den geschöpften, gelesenen oder gegrabenen Börnstein mit sich nach Hause nehmen, noch weniger über Nacht bey sich behalten, sondern er muss solchen sogleich an dem ihm vorgesetzten Strand-Bedienten abliefern; widrigenfalls er in den Verdacht einer intendirten Defraudation verfället und gesetzmässig bestrafet wird…
 … Da auch aus Erfahrung bekannt ist, dass die Strand- und Fischer-Bauern den Börnstein ausserhalb den Dörfern im Gesträuche zu verstecken oder in die Erde zu vergraben, und wenn sie nach Königsberg fahren, diesen wieder hervorzusuchen und an sich zu nehmen pflegen; so müssen die Strand-Bedienten dergleichen verdächtigen Leuten bis auf eine Meile weit nachreiten, selbige unterwegens anhalten, ihre Kleider, Wagens und Gepäcke genau durchsuchen, und wenn sie solche auf eine Börnstein-Defraudation betreten, den Börnstein in Beschlag nehmen, die Defraudanten aber arretieren und selbige an das Börnstein-Gericht zur Untersuchung und Bestrafung abliefern …“

In dieser Zeit war es Ortsfremden verboten, die Strände zu betreten. Es ist urkundlich nicht belegt, wann das Verbot erstmals ausgesprochen worden ist, es war aber auf jeden Fall schon in dem oben erwähnten Bernsteinstrafgesetz aus dem Jahre 1617 in weiten Teilen verankert. In Ostpreußen wurde dieses Verbot erst im Jahre 1885 aufgehoben. Mit der Verpachtung des Bernsteinregals an Kaufleute im Jahre 1811 ging die Aufhebung des Sammelzwangs für die Küstenbewohner einher, ab 1837 konnten die Anwohner selbst das Recht zur Bernsteingewinnung pachten. Bis Bernstein wieder von jedermann an allen Stränden – legal und auf eigene Rechnung – gesammelt werden konnte, sollten aber noch einige Jahrzehnte vergehen. Noch im Jahre 1924 wurde vom Preußischen Staatsministerium ein Gesetz erlassen, in dem sämtliche Formen der Bernsteingewinnung reglementiert und Zuwiderhandlungen mit Geld- und Freiheitsstrafen bedroht wurden. Die nach Aufhebung des Strandbetretungsverbotes nunmehr möglich gewordenen Zufallsfunde von Strandgängern (z. B. Badegästen) mussten danach in Sammelstellen abgeliefert werden. Die Rechte und Pflichten des Finders richteten sich nach den Bestimmungen der im Kern heute noch geltenden §§ 965 ff. des Bürgerlichen Gesetzbuches vom 1. Januar 1900. Erst durch den Untergang des preußischen Staates nach 1945 waren sämtliche mit Bernstein im Zusammenhang stehenden Zutritts-, Sammel- und Besitzbeschränkungen praktisch bedeutungslos geworden.

## Bernsteinrecht an anderen Orten
Aus den spärlich vorhandenen Quellen lässt sich entnehmen, dass an den heute zu Litauen, Lettland und Estland gehörenden Küstenabschnitten das Sammeln von Bernstein auch unter der Herrschaft des Großherzogtums Litauen und des russischen Zarenreichs in ähnlicher Weise reglementiert war wie in Polen oder Preußen.
Auch in Dänemark waren Besitz und die Verwendung von Bernstein reglementiert. Es bestand lange Zeit eine Ablieferungspflicht gegenüber der Krone, die seit alters her generell alleiniger Eigentümer allen Strandgutes war. Ab 1626 verpachtete das Königshaus, damals unter Christian IV., dieses Recht an Privatpersonen. Wie in Preußen so war es auch in Dänemark zeitweilig der Bevölkerung untersagt, den Strand zu betreten. Eine solche Bestimmung ergibt sich beispielsweise aus einem 1706 verlängerten Vertrag über die Strandverpachtung im Bezirk Ribe. 1712 wurden in Sønderho auf der Nordseeinsel Fanø zwölf Kinder wegen unerlaubten Bernsteinbesitzes vor Gericht gestellt und zur Ablieferung ihrer Funde verurteilt. Später im 18. Jahrhundert wurde durch den Strandpächter auf Fanø eine Rechtsverordnung bewirkt, nach der nur der Strandvogt und legitimierte Bernsteinsammler den Strand der Insel betreten durften, obgleich zu diesem Zeitpunkt die Insel durch Kauf in den Besitz ihrer Bewohner übergegangen war.
1786 wurde eine neue Rechtsordnung erlassen, die auch auf bestehende Pachtverträge Einfluss hatte. Strandvögte wachten von nun an über Strandgut und Bernsteinfunde. Der Bernstein wurde von eigens dazu eingestellten Helfern gesammelt, die ein Drittel der Auktionserlöse des abgelieferten Bernsteins erhielten, wobei die Menge der abgelieferten Funde nach Einführung dieser Regelung deutlich zurückging. Im Jahre 1843 kam es zu einem Gerichtsurteil, wonach der König nicht das Recht auf Ablieferung der Bernsteinfunde habe und die Finder ihre Funde behalten dürfen. Im Jahre 1871 wurde diese Rechtsauffassung in einem Urteil des Oberen Gerichtshofes noch einmal bekräftigt. Seither kann jedermann in Dänemark ohne irgendwelche Restriktionen Bernstein sammeln. Das änderte sich auch nicht in den Landesteilen, die 1866 dem Königreich Preußen zufielen, obwohl zu der Zeit in Ostpreußen – ebenfalls Teil des Königreiches Preußen – das Bernsteinregal noch galt. Maßgeblich für diese unterschiedliche Behandlung der preußischen Landesteile dürfte ein im Jahre 1869 an den Kieler Mineralogen Professor Karsten in Auftrag gegebenes Gutachten gewesen sein, in dem dieser zu dem Ergebnis kam, in Schleswig-Holstein gebe es keine nennenswerten Bernsteinvorkommen.
Für die zum dänischen Gesamtstaat gehörenden Landesteile des heutigen Schleswig-Holstein, die in vielerlei Hinsicht eine besondere Verwaltungseinheit innerhalb dieses Gesamtstaates darstellten, war das Bernsteinregal am Nordseestrand bemerkenswerterweise bereits durch Verordnungen aus den Jahren 1789/1790 aufgehoben.
Heute besteht für in Dänemark gefundenen Bernstein nur dann eine Ablieferungspflicht, wenn es sich um ein herausragendes Kulturgut (Danefæ, z. B. Bernstein, der in frühgeschichtlicher Zeit bearbeitet wurde) oder um ein besonderes geologisches Objekt (Danekræ, z. B. außergewöhnlich großes Bernsteinstück oder Bernstein mit seltenen Einschlüssen) handelt. Sofern der dänische Staat auf solche Stücke Anspruch erhebt, wird der Finder entschädigt.